# Haloze
Les Haloze (féminin pluriel en slovène) sont des collines de Slovénie qui s'étendent sur une quarantaine de kilomètres entre la ville de Ptuj au nord et la frontière avec la Croatie au sud-est.  

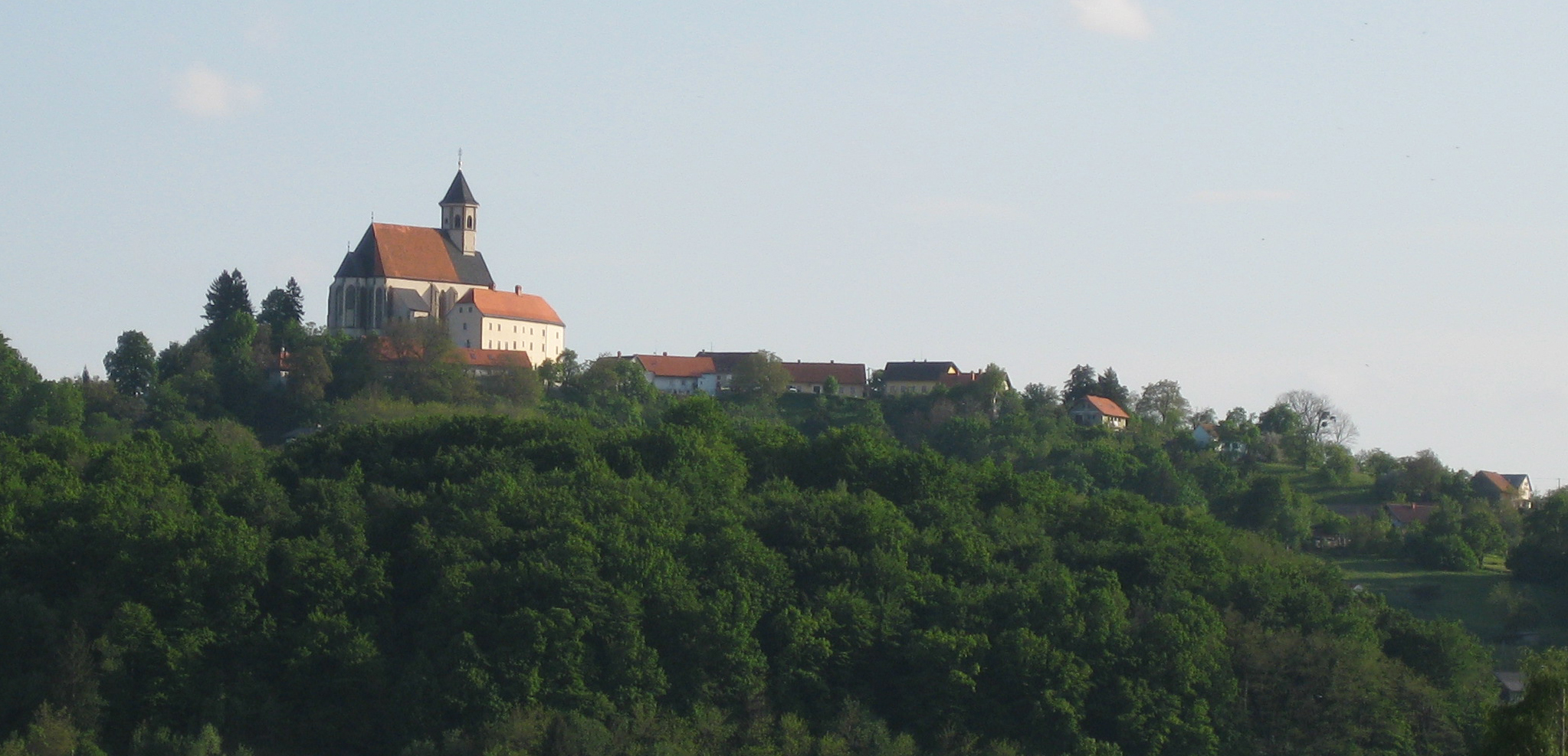
L'église de la Vierge Marie sur la Ptujska Gora ("La montagne de Ptuj", 342 m), l'une des collines à la pointe occidentale des Haloze

## Géographie
La région s'étend de Makole au sud-ouest jusqu'à Zavrč au nord-ouest sur une bande relativement étroite d'approximativement 300 km2, bordée au nord par les rivières Drave et Dravinja à l'ouest par la grande colline de Boč, au sud par les montagnes plus petites de Donačka Gora et Macelj, au sud-est et à l'est par la frontière avec le Zagorje croate qui prolonge son relief de collines boisées.  
Sa partie occidentale  est couverte  d'une dense forêt de bouleaux et de pins,  alors que la partie orientale  est depuis l'époque romaine consacrée à la culture de la vigne.  Celle-ci est aujourd'hui, sur 1502 hectares, l'une des sept régions viticoles officielles du Podravje(en) (vallée de la Drave),  lui-même situé en Basse-Styrie (Spodnja Štajerska).  
Alors que les Haloze ont un climat semblable à celui du reste du Podravje slovène, leur géologie est différente : la raideur des pentes y rend souvent nécessaire la culture en terrasse et le remontage de la terre vers les étages supérieurs.  
Le sol est principalement composé  de grès du milieu de l'ère Tertiaire, à partir de sable de dolomite.  
Les collines des Haloze  se sont élevées  avant que l'assèchement de la Mer pannonienne n'entre dans sa phase finale  au milieu du Pléistocène, il y a quelque 600 000 ans.  L'eau s'est frayé un chemin à travers le défilé des Portes de Fer sur le Danube et s'est rapidement écoulée,  provoquant cette forte érosion d'un grès à peine stabilisé qui explique la raideur de ses pentes. 
À l'ouest et au sud,  les Haloze atteignent les contreforts des Alpes. Le point culminant des Haloze est la Jelovica (623 m) .

## La population

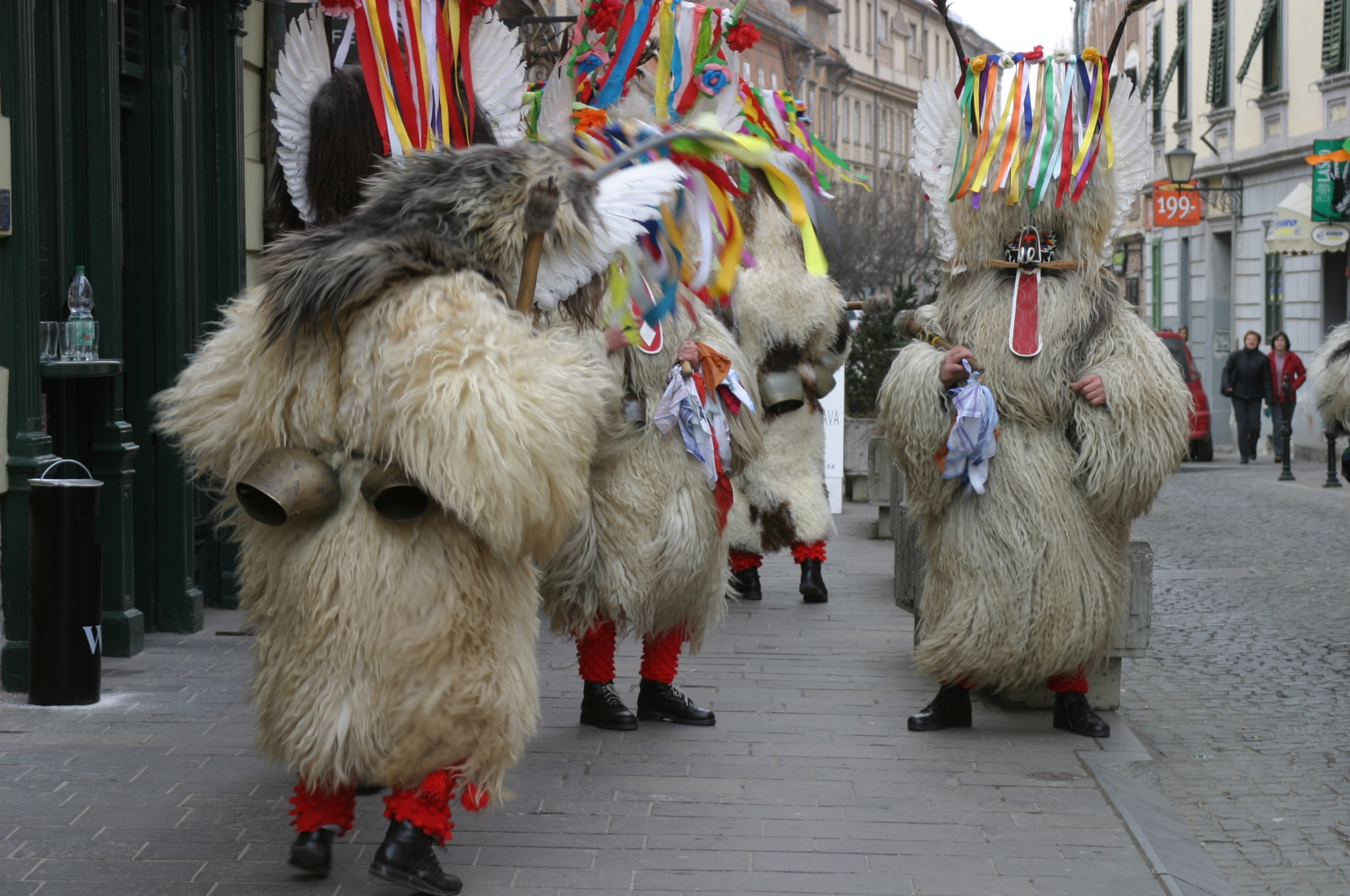
Koranti à Ptuj

Un habitant des Haloze est un Haložan en slovène, ce qui est aussi un nom de famille -- Halužan en croate.

Le dialecte des Haloze ("haloško narečje" en slovène) est reconnu comme l'un des 32 dialectes principaux de la langue slovène.
C'est au XVe siècle  qu'on relève la première mention du nom de la région, sous la forme de Chalas et de Kalosen. Il viendrait du latin Colles ("Les collines") ou d'un ancien mot slave, Halonga, qui voudrait dire la même chose. 
Les Haloze étaient traditionnellement une zone rurale à familles nombreuses, relativement pauvre et difficile d'accès. Densément peuplées après la Deuxième Guerre mondiale, elles ont perdu depuis un tiers de leur population (recensement de 1991). Celle-ci s'élève aujourd'hui à 21 000 habitants, répartis entre les municipalités de Cirkulane, Gorišnica, Majšperk, Podlehnik,  Videm, Zavrč et Žetale
Depuis un demi-siècle les habitants des Haloze participent tous les ans en février dans la ville de Ptuj au Kurentovanje (en), le carnaval des traditionnels Koranti (Kurenti), personnages symbolisant la fécondité couverts de peaux de mouton, porteurs d'un masque, d'une longue langue rouge, de cloches de vache, et de rubans multicolores sur la tête, qui sont censés chasser l'hiver et ses mauvais esprits  et faire revenir le printemps.  Les Koranti des Haloze sont en outre cornus alors que ceux de Ptuj portent des plumes.

## Les vins des Haloze

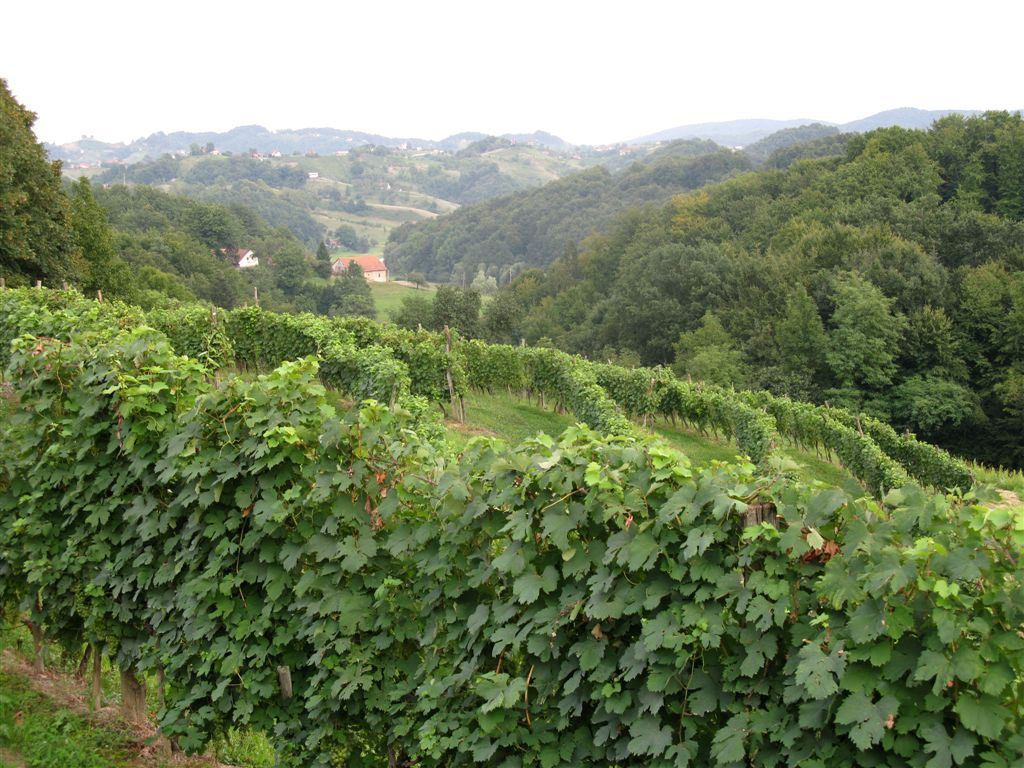
Mali Okič, près de Slatina : paysage typique de vignobles et de collines boisées

La viticulture dans les Haloze date au moins des Celtes, au IVe siècle av. J.-C. La plupart des vins des Haloze sont produits et mis en bouteille à Ptuj. Le raisin est généralement cultivé  au sommet des collines,  les vallons restant trop souvent à l'ombre,  et on laisse l'herbe pousser  entre les plants pour limiter l'érosion.  
Ce sont les vins blancs  qui dominent :  le Laski Rizling(en) est le plus populaire.  Il est généralement demi-sec ou mi-doux, mais les Haloze produisent aussi un Laski Rizling sec. Les autres vins blancs appréciés sont le Traminec(en), le Beli Pinot ("Pinot blanc")(en), le Sauvignon(en), et le Renski Rizling(en).  Les Haloze sont aussi connues pour leur Rizvanec(en). Le seul vin rouge produit en quantité est le Modri Pinot ("Pinot bleu")(en).
Le Haložan  est un vin sec,  mélange  de Laski Rizling, Sauvignon, Beli Pinot, et Sipon(en) qui vieillit bien.  Un  Haložan d'une moins bonne année doit mûrir trois ou quatre ans pour perdre son acidité. Les meilleures années récentes pour les vins du Podravje(en) ont été 1983, 1990, 1992, et 1993 ; la plus ancienne cuvée  est de 1917.

## Monuments[7]
Il faut visiter l'église de la Vierge Marie sur la Ptujska Gora, et le Manoir de Štatenberg.
Le Château de Borl, mentionné pour la première fois dans un document de 1199, se trouve sur un socle surélevé au-dessus d'un ancien passage sur la Drave. Pendant la Seconde Guerre mondiale le château fut utilisé par les occupants allemands comme camp d'internement, puis transformé en hôtel après la guerre et ensuite laissé à l'abandon. L'état l'a récemment pris en charge et a entrepris de le restaurer.
A Zavrč, l'église saint Nicolas, doyenné et église paroissiale, mentionnée pour la première fois en 1430 ; le bâtiment actuel, avec des ornementations baroques, date de 1670;
l'église de la vierge Marie, patronne des pontonniers de la Drave a été construite en 1538 ;
sur le Turški vrh l'église saint Mohor, du XVIIe siècle, voisine avec un presbytère gothique tardif ;
l'église saint-Jean (sveti Janž) à Gorenjski vrh date du XVIIe siècle, avec ornementations baroques ;
à Vrbajnšak sur le Belski vrh (412 m), on trouve les ruines de st. Urban, église gothique détruite au XIXe siècle par la foudre.